# 2010年コモンウェルスゲームズにおける自転車競技
2010年コモンウェルスゲームズの自転車競技（Cycling at the 2010 Commonwealth Games）は、2010年10月5日から13日まで、トラックレースはインディラ・ガンディー・アリーナで、ロードレースは、インド門を発着点として行われた。

## 結果

### ロードレース
10月10日、13日
| 種目           | 金                 | 銀                         | 銅                   |
| -------------- | ------------------ | -------------------------- | -------------------- |
| 男子個人ロード | アラン・デイヴィス | ヘイデン・ルールストン     | デヴィッド・ミラー   |
| 女子個人ロード | ロシェル・ギルモア | エリザベス・アーミステッド | クロエ・ホスキング   |
| 男子個人TT     | デヴィッド・ミラー | アレックス・ダウセット     | ルーク・ダーブリッジ |
| 女子個人TT     | タラ・ホイッテン   | リンダ・ウィルムセン       | ジュリア・ショウ     |

### トラックレース
10月5日〜8日
| 種目                 | 金                                                                                               | 銀                                                                                         | 銅 |
| -------------------- | ------------------------------------------------------------------------------------------------ | ------------------------------------------------------------------------------------------ | --- |
| 男子個人追抜         | ジャック・ボブリッジ                                                                             | ジェシー・サージェント                                                                     | マイケル・ヘップバーン                                                                                 |
| 女子個人追抜         | アリソン・シャンクス                                                                             | ウェンディ・フーヴナゲル                                                                   | タラ・ホイッテン                                                                                       |
| 男子団体追抜         | オーストラリア ジャック・ボブリッジ マイケル・ヘップバーン キャメロン・マイヤー デイル・パーカー | ニュージーランド サム・ビューリー ウェスリー・ゴフ マーク・ライアン ジェシー・サージェント | 北アイルランド シーン・ダウニー マーティン・アーヴァイン フィリップ・ラヴェリー デヴィッド・マッカーン |
| 男子個人スプリント   | シェーン・パーキンス                                                                             | スコット・サンダーランド                                                                   | サム・ウェブスター                                                                                     |
| 女子個人スプリント   | アンナ・メアーズ                                                                                 | レベッカ・ジェイムス                                                                       | エミリー・ローズモント                                                                                 |
| 男子チームスプリント | オーストラリア ダニエル・エリス ジェイソン・ニブレット スコット・サンダーランド                  | ニュージーランド エドワード・ドーキンズ イーサン・ミッチェル サム・ウェブスター            | マレーシア アジズル・ハスニ・アウァン ジョサイア・ング モド・リザル・ティシン                          |
| 女子チームスプリント | オーストラリア アンナ・メアーズ カーリー・マカラク                                               | スコットランド ジェニー・デイヴィス カーライン・ジョイナー                                 | カナダ モニク・スュリヴァン タラ・ホイッテン                                                           |
| 男子ポイントレース   | キャメロン・マイヤー                                                                             | ジョージ・アトキンス                                                                       | マーク・クリスティアン                                                                                 |
| 女子ポイントレース   | ミーガン・ダン                                                                                   | ローレン・エリス                                                                           | タラ・ホイッテン                                                                                       |
| 男子スクラッチ       | キャメロン・マイヤー                                                                             | マイケル・フライベルク                                                                     | ザッカリー・ベル                                                                                       |
| 女子スクラッチ       | ミーガン・ダン                                                                                   | ジョアンヌ・キエサノウスキー                                                               | アンナ・ブライス                                                                                       |
| 男子ケイリン         | ジョサイア・ヌグ                                                                                 | デヴィッド・ダニエル                                                                       | サイモン・ヴァン・ヴェルトホーヴェン                                                                   |
| 男子1kmTT            | スコット・サンダーランド                                                                         | リザル・ティシン                                                                           | エドワード・ドーキンズ                                                                                 |
| 女子500mTT           | アンナ・メアーズ                                                                                 | カーリー・マカラク                                                                         | レベッカ・ジェイムス                                                                                   |